# SN 2007ia
SN 2007ia – supernowa typu Ia odkryta 4 września 2007 roku w galaktyce A034310+0006. W momencie odkrycia miała maksymalną jasność 20,00m.